# Saint-Denis-de-Palin
Saint-Denis-de-Palin település Franciaországban, Cher megyében. Lakosainak száma 278 fő (2022. január 1.). Saint-Denis-de-Palin Annoix, Dun-sur-Auron, Saint-Germain-des-Bois, Saint-Just, Vorly és Vornay községekkel határos.

## Népesség
A település népessége az elmúlt években az alábbi módon változott:
| Lakosok száma | 354  | 327  | 374  | 336  | 342  | 329  | 302  | 290  | 286  | 278  |
|               | 1968 | 1982 | 1990 | 2006 | 2013 | 2015 | 2017 | 2019 | 2020 | 2022 |